# 영월 법흥사 적멸보궁
법흥사 적멸보궁(法興寺 寂滅寶宮)은 강원도 영월군 수주면 법흥리에 있던 적멸보궁이다. 1984년 6월 2일 강원도의 문화재자료 제29호로 지정되었으나, 1990년 5월 31일 문화재 지정이 해제되었다.

## 참고 자료
- 법흥사적멸보궁 - 국가유산청 국가유산포털